# Athetis placida
Athetis placida là một loài bướm đêm trong họ Noctuidae.